# Lopholiodes micropunctinatum
Lopholiodes micropunctinatum är en kvalsterart som beskrevs av Adilson D. Paschoal 1987. Lopholiodes micropunctinatum ingår i släktet Lopholiodes och familjen Pheroliodidae. Inga underarter finns listade i Catalogue of Life.